# 辻久子
辻 久子（つじ ひさこ、本名：坂田 久子、1926年3月16日 - 2021年7月13日）は、日本のヴァイオリニストである。大阪芸術大学名誉教授。辻久子弦楽塾塾長。

## 人物
- 大阪府大阪市出身[2]。相愛高等女学校卒業。
- 父はヴァイオリニストの辻吉之助。
- 1935年にリサイタルデビュー。1938年11月、13歳の時に出場した第7回日本音楽コンクール弦楽部門で第1位および文部大臣音楽賞（この年に創設）を受賞する[3]。その後ヴァイオリニストとして長く第一線として活躍した。
- 1945年、甘粕正彦がハルビン交響楽団と新京交響楽団を合同し、周囲の音楽家も参加した全満合同交響楽団のソリストとして、満州各地で演奏旅行を行う。全満合同交響楽団は指揮に朝比奈隆、事務局員に加藤幸四郎（加藤登紀子の父）がいた。
- 1973年に、自宅を3500万円で売却し、3000万円の1703年製ストラディバリウス「ディクソン・ポインダー」を購入し、話題となる。
- 織田作之助の小説『道なき道』の主人公の少女・寿子のモデルとなった[4]。
- 1984年、父・吉之助との生活を題材にしたドラマ「弦鳴りやまず」が毎日放送によりテレビシリーズ化され、樋口可南子が主役の久子役を務め、自身も出演をした。
- 2021年7月13日、大阪府大阪市に於いて死去したことが発表された[1][2]。95歳没。

## 受賞歴
- 1949年：神戸新聞文化賞
- 1955年：毎日音楽賞
- 1956年：兵庫県文化賞[5]
- 1966年：音楽クリッティック賞
- 1989年：紫綬褒章

## 役職
- 日本演奏連盟関西委員会委員